# Santa Maria de Covet
Santa Maria de Covet és una església romànica del segle xii situada al poble de Covet, al municipi d'Isona i Conca Dellà (abans de 1970 al terme d'Isona). L'església formà part del Priorat de Covet, canònica agustiniana depenent d'Àger, fruit del trasllat des de Sant Sadurní del Castell de Llordà, en no poder mantenir-s'hi, per qüestions de senyoriu, una comunitat canonical.

## Història
D'aquesta església, la tradició popular diu que hi procedeix la imatge del Sant Crist de Conques, talla gòtica cremada el 1936 durant els avalots de la guerra civil espanyola i venerada a l'església de Sant Miquel de Conques, on hi ha ara una imatge reproduïda.
L'església de Covet és coneguda des del 1107, data en què figura com a beneficiària d'una donació. Paral·lelament, hom sap que a l'església del proper castell de Llordà hi havia una comunitat de canonges, vinculada a la col·legiata de Sant Pere d'Àger. Aquella comunitat es va traslladar al voltant de l'any 1092 a Covet, moment en què s'hauria començat a aixecar l'església actual, desvinculant-se d'Àger i quedant sota la tutela del bisbe d'Urgell. No sabem quan va extingir-se, però el 1315 ja havia desaparegut, quedant com a simple parròquia.
L'edifici de l'església de Santa Maria de Covet fou declarat Monument Nacional per Reial Ordre de l'11 de gener del 1921. El 13 de juliol de 1986 es constituí l'Associació d'amics de Covet per tal de recuperar, mantenir i potenciar el patrimoni cultural del lloc, per bé que roman sense activitat. El 1981 la Generalitat de Catalunya en restaurà les cobertes. D'aquest temple en procedeix una talla de la Mare de Déu, romànica, que es conserva al Museu Nacional d'Art de Catalunya.
Des del 2015 se celebra un aplec al mes de maig per tal de potenciar i donar a conèixer aquest indret.

## Arquitectura
És un edifici d'una concepció tipològica molt senzilla i comuna en tot el panorama de l'arquitectura catalana del segle xii, amb planta de creu llatina –d'una nau amb transsepte- i tres absis mirant a llevant. Tots tres tenen una finestra de doble esqueixada i són decorats al seu interior, i el central també a l'exterior. La nau de l'església és coberta per una volta de canó apuntada, dividida en tres trams per dos arcs torals que es recolzen sobre columnes adossades amb capitells esculpits. Al mur interior de la paret nord s'obren dues portetes que donen accés al campanar i a l'exterior respectivament, essent aquesta darrera porta coneguda popularment com "la porta de les dones". Al mur del costat sud hi ha una columna adossada que correspondria a un tercer arc toral però que mor al nivell de les impostes.
Oberta parcialment en el gruix del mur de ponent, just sobre la portalada i darrere de la rosassa, hi ha una galeria interior força original. Està formada per quatre arcs de mig punt damunt columnes que sostenen cinc capitells dignes d'admiració pel seu volum i exuberància. Hom pot accedir a aquesta galeria per les dues escales de cargol construïdes als flancs que sobresurten de la façana. La gran rosassa de la façana s'obre amb formes lobulades i columnetes radials. Els vitralls són posteriors a l'any 1939.

### Portalada

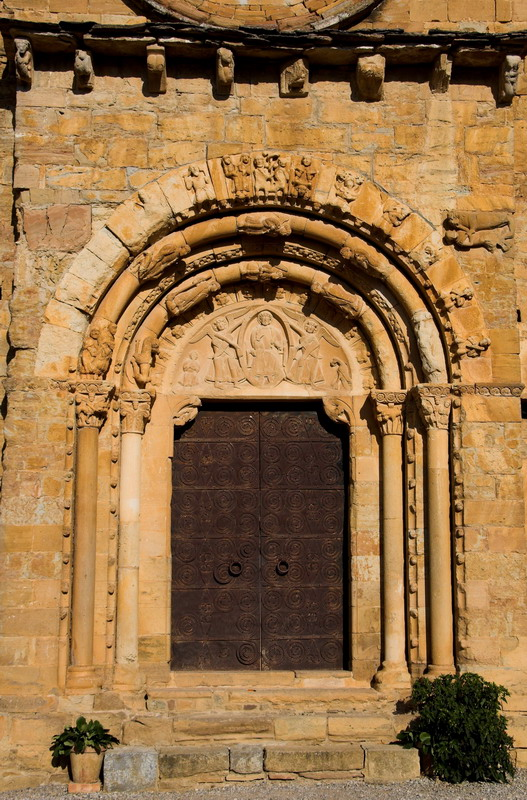
Portada del temple

La portalada igual que tantes altres obres romàniques, ha estat organitzada com un sortint rectangular en el conjunt de la façana. Culmina en una teulada protectora que és sostinguda per vuit grans permòdols. La porta pròpiament dita té una bona esqueixada.

#### Arquivoltes
Es compon de quatre arquivoltes en degradació, que descansen sobre dues columnes amb capitell a cada banda, i d'un timpà que es recolza sobre mènsules. Tant les arquivoltes com els capitells, les mènsules i el timpà presenten una ornamentació figurativa, vegetal i geomètrica. La factura del timpà no és gaire reeixida, però la de la resta dels elements té un acabat extremament minuciós i detallista.
Els artistes que esculpiren Covet tenien influències de l'escola tolosana, entre d'altres. S'hi pot veure representat tot un programa iconogràfic i teològic de les diferents creences de l'època, algunes d'elles no gaire properes a l'ortodòxia catòlica.
La interpretació cal fer-la de fora cap a endins, transmetent la idea que, com més al centre, som més a prop de Déu.
- L'arquivolta externa representa "el pecat" amb un recull de comportaments o pràctiques considerades pecaminoses; amb una imatge central d'Adam i Eva després del pecat original, continua amb dovelles esculpides al·lusives a l'astrologia, representada per un Gèmini, el diable, acròbates, homes desesperats que s'estiren els cabells i músics.
- La següent arquivolta conté "els profetes i l'anunci de la salvació"; es pot veure a l'esquerra la Mare de Déu amb l'Infant acompanyats d'un profeta, probablement Isaïes, un home flanquejat per dos lleons, un àngel i un home amb dos colomins.
- A les altres arquivoltes hi ha esculpits "àngels i evangelistes, l'arribada de la redempció"; un lleó alat símbol de Sant Marc i un àngel matant un drac, possiblement sant Miquel.
- El centre del timpà l'ocupa una Maiestas Domini entronitzada dins una màndorla que sostenen un serafí i un querubí, als costats hi ha un home que porta un llibre, sant Mateu, i una àliga, sant Joan.

#### Capitells

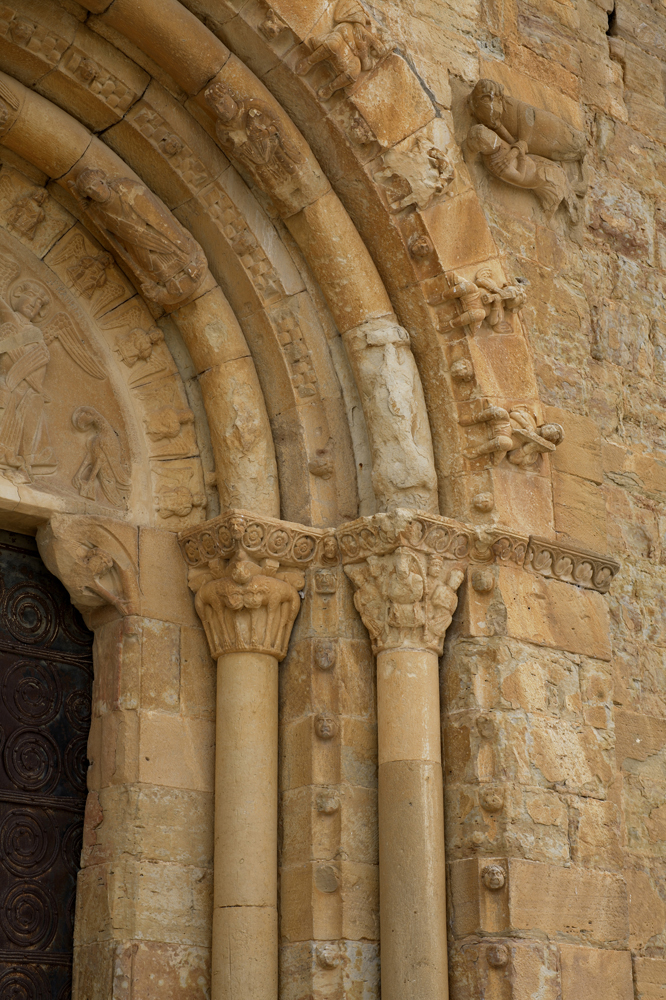
Capitells del brancal dret amb figures humanes i animals.

Tampoc en els capitells no és fàcil trobar similituds amb d'altres obres catalanes. Començant d'esquerra a dreta trobem, en primer lloc, un dubtós Samsó que lluita amb un lleó. L'ésser humà obre la gola de la fera amb les mans i gira el cap mirant endavant. Els dos relleus, molt acusats, es destaquen sobre un fons de caulicles superiors. El tipus de lleó és molt característic: potes febles però altes, acabades en unes urpes molt marcades. Un cos relativament petit i un rostre gros i un xic groller. És el mateix que trobarem, amb una crinera més petita, en un altre capitell. Vist d'aquesta manera, no és pas comú en l'àmbit català.
El capitell que segueix és més interessant. Enmig d'unes fulles en una forma del tipus corinti surten dues figures humanes que estenen els braços en una posició que segueix la curvatura de les fulles, mentre que les mans, tallades delicadament, es mostren obertes. En l'origen llunyà d'aquesta composició hi hauria un capitell de la galeria de tramuntana de la tribuna de la nau de Sant Serni de Tolosa, entre els més tardans de l'església, i que ha estat classificat com de prop del 1118. Es tracta d'un capitell de fulles carnoses amb un dibuix característic en els cantons, el qual apareix secament estilitzat en l'exemplar de Covet. Del centre emergeix entre les fulles un personatge de tot cos. Els seus braços s'obren simètricament i agafen les potes d'un felí que és devorat mentrestant per un cap d'animal gegantí.
El tercer capitell, que té un mateix esquema que els altres quant a l'element central alt sortint i als caulicles dels angles, presenta dos lleons enfrontats. No té res de particular, llevat de les proximitats estilístiques abans esmentades. Aquests cossos d'animal, amb potes desmesuradament altes i primes sobre les quals recolza un cos —relativament petit— com també la forma de les peülles, ens posen en contacte amb Leyre.
El darrer capitell és el més ric iconogràficament. A l'angle central, un arc lleugerament apuntat recolza damunt unes fines columnetes que aixopluguen un personatge possiblement assegut, si hom té en compte la posició del cos i una línia horitzontal que hi ha als dos angles. No podem pas assegurar si es tracta d'un ésser masculí o femení, tot i que sembla més probable el primer. Tampoc no es distingeix amb claredat si portava nimbe. Al costat de l'arc i del personatge hi ha quatre figures masculines més, de les quals les dels extrems, de cos sencer, creuen llurs cames en aquesta forma dansant i inversemblant, usual al Llenguadoc, sobretot des de la construcció de la portada de Moissac, bé que també freqüent a la península Ibèrica des d'unes dates força primerenques. Una actitud semblant adopta la figura masculina del grup del salmer de mà esquerra, el mal suposat sant Josep i probable profeta. Un i altre han perdut l'elegant esveltesa dels profetes de Moissac i Souillac o dels deixebles d'Emaús i Jesucrist de Silos. S'acosten a les figuretes de sants o profetes de la llinda del timpà de Sant Bertran de Comenge, igualment petites, que en algunes ocasions insinuen els mateixos passos de dansa. En algun cas el mantell es mou a conseqüència del gest dinàmic, tot traçant un grafisme que no és llunyà, bé que és més fi, del de les figures de Covet i fins i tot d'algunes teles mogudes en figures de l'arquivolta externa.
Tot aquest conjunt és un dels exemplars cabdals del Pallars Jussà i un conjunt escultòric singularíssim a tot Catalunya. Tot i no disposar d'acta de consagració de l'església, ha estat datada entre 1150 i 1160. Hom creu que fou construïda damunt d'anteriors construccions visigòtiques, ampliant una petita esglesiola rural (la zona de l'absis sud).
S'ha especulat que la torre del campanar fora una antiga construcció de guaita, possiblement tardoromana, tot i que més aviat sembla una construcció posterior adossada a la nau principal. Les portes de l'església són les originals, així com la forja.

## Imatge de la Mare de Déu
La imatge de la Mare de Déu de Covet és una talla policromada amb el dors buidat parcialment, datada al segle xii- xiii i de fusta d'àlber. És una Mare de Déu amb Nen; Santa Maria es troba asseguda al tron decorat amb dibuixos geomètrics sobre fons blau. Porta una magrana a la mà dreta i amb l'esquerra suporta el Nen damunt del seu genoll. Duu una túnica i mantell amb vel blanc guarnit amb ratlles, fulles blanques i està coronada. Descansa els peus damunt d'un doble sòcol. El Nen, coronat també, beneeix amb la mà dreta i porta un llibre a l'esquerra. El daurat de les corones fou renovat modernament. Hi manca la part inferior dels costats del tron. Aquesta imatge formà part d'un grup d'escultures que, potser, sortiren plegades d'un mateix taller i que –d'un aspecte més rústic- són conservades al Museu Diocesà de Lleida.
Es tracta d'una imatge feta en fusta d'àlber o similar (fusta de coloració blanquinosa i de textura tova; genèricament l'anomenen àlber o alba). La talla està pintada al tremp i les seves dimensions són 83 × 31 × 24 cm. Té el dors buidat i manquen parts fragmentàries del seient de la Verge, que és del tipus banc-cofre amb decoració pictòrica formada per motius geomètrics disposats en tres bandes paral·leles. La coloració del fons del tron és blava i la dels sis motius representats, dos per cada banda, blanca i vermellosa; cada banda ornamental és separada de l'altra per tres línies horitzontals, una de vermellosa al mig i dues de blanques que la compartimenten.
La Verge sosté el seu Fill damunt el genoll esquerre. Porta túnica i mantell tancat en escot rodó que prefigura una casulla més que un mantell pròpiament; ambdós induments tenen la mateixa coloració marronosa. Sota la corona daurada (amb policromia que suposem renovada) i amb motius incisos, porta un vel blanc ornat per franges vermelles que compartimenten altres motius formats per línies corbes. Duu a la mà dreta una bola i descansa els peus damunt un sòcol ornat amb motius quadrilobats, separats entre ells per dues línies; tot és fet en color negre damunt un fons ataronjat. Sota aquest sòcol n'hi ha un altre de color taronja, decorat per una retícula romboïdal de línies marrons.
El Nen porta igualment túnica i mantell, però executats de manera tan barroera que resulta difícil fer-ne una descripció més completa. També duu corona amb policromia (rectificada) de tonalitat daurada. Va descalç i disposa el braç en alt mostrant la mà dreta en actitud de beneir; amb la mà esquerra agafa un llibre (sembla que ofereix el llibre en comptes d'agafar-lo) tancat i en sentit transversal.
La talla romànica original de la marededéu es troba al Museu Nacional d'Art de Catalunya a Barcelona. El 26 d'agost de 1989 l'Associació d'amics de Covet lliurà a la parròquia de Covet una rèplica de la imatge de la Mare i el Nen, per al seu dipòsit dins de l'església.
El 2017 s'han reposat a l'absis lateral esquerra les imatges (s.XX) que es van retirar amb motiu de la restauració de l'interior del temple als anys 80 del s.XX.

## Galeria fotogràfica

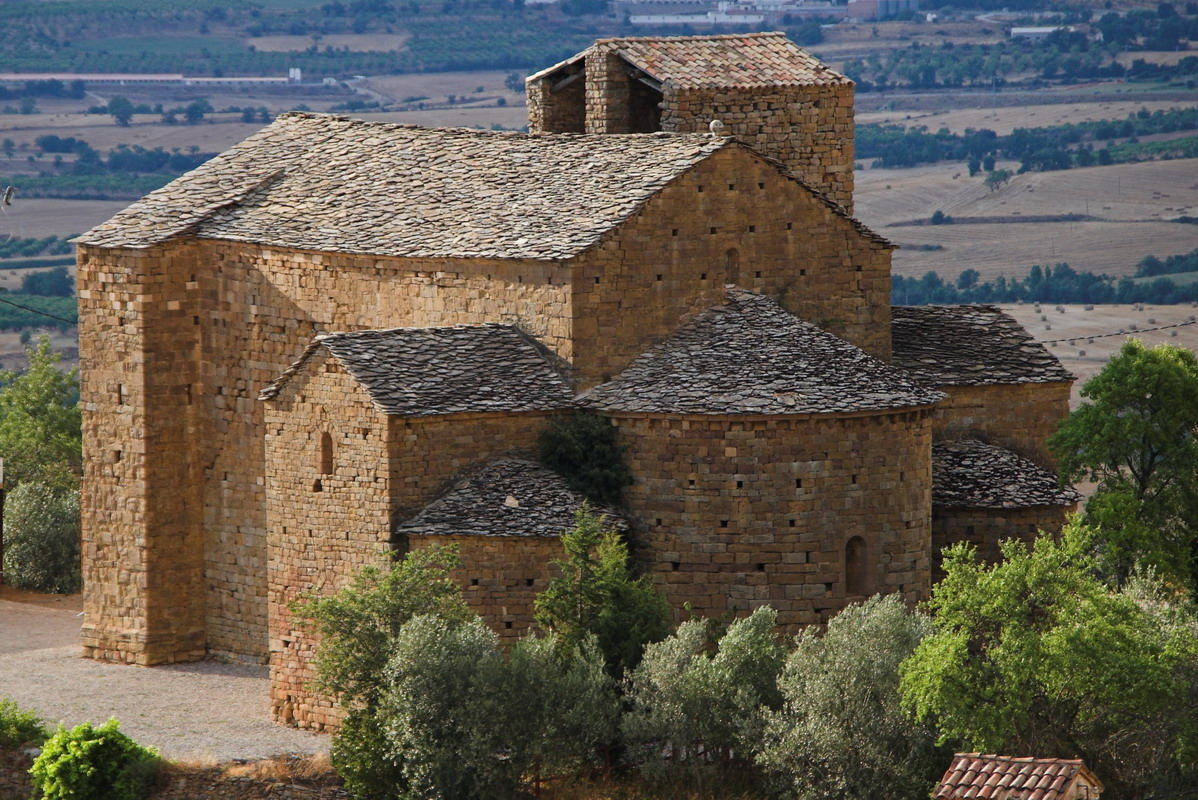
Vista de Santa Maria de Cover
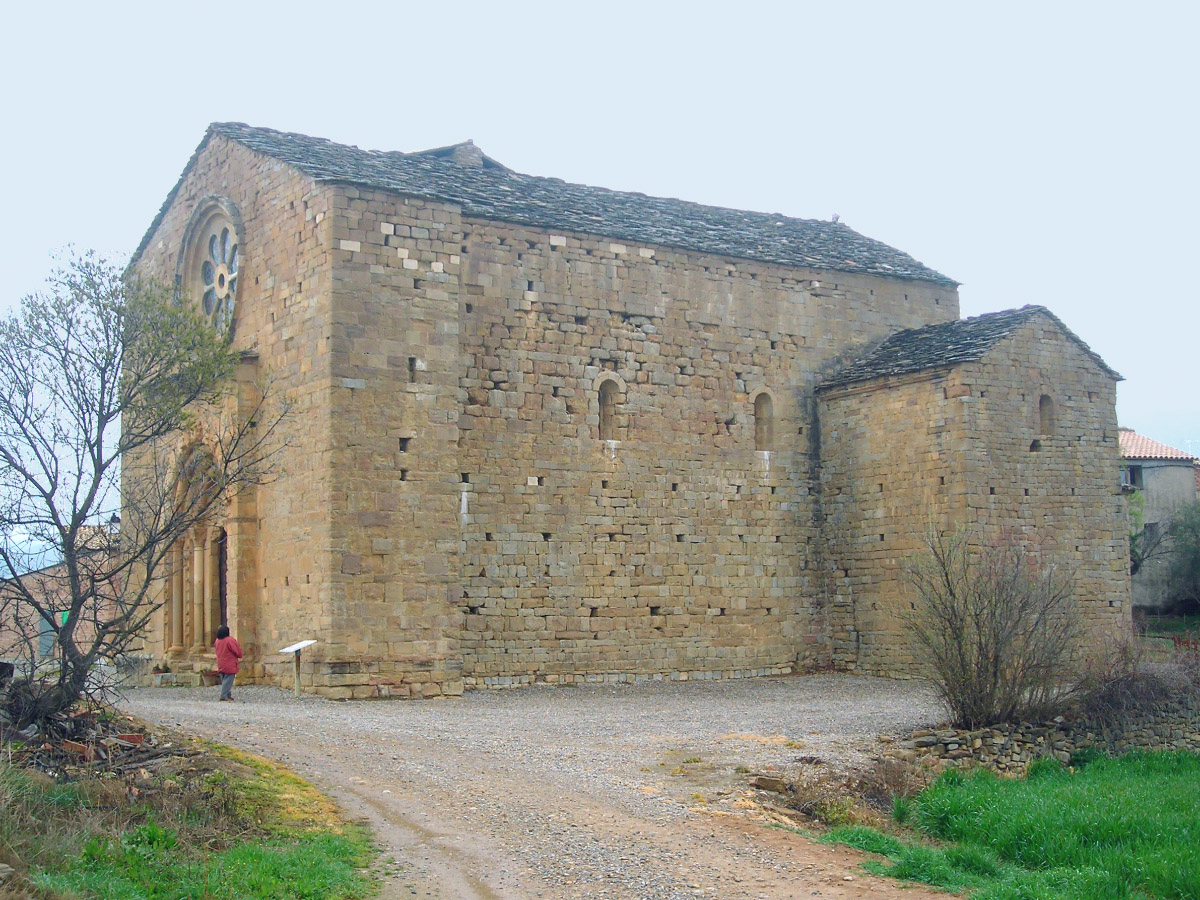
Vista sud de Santa Maria de Covet
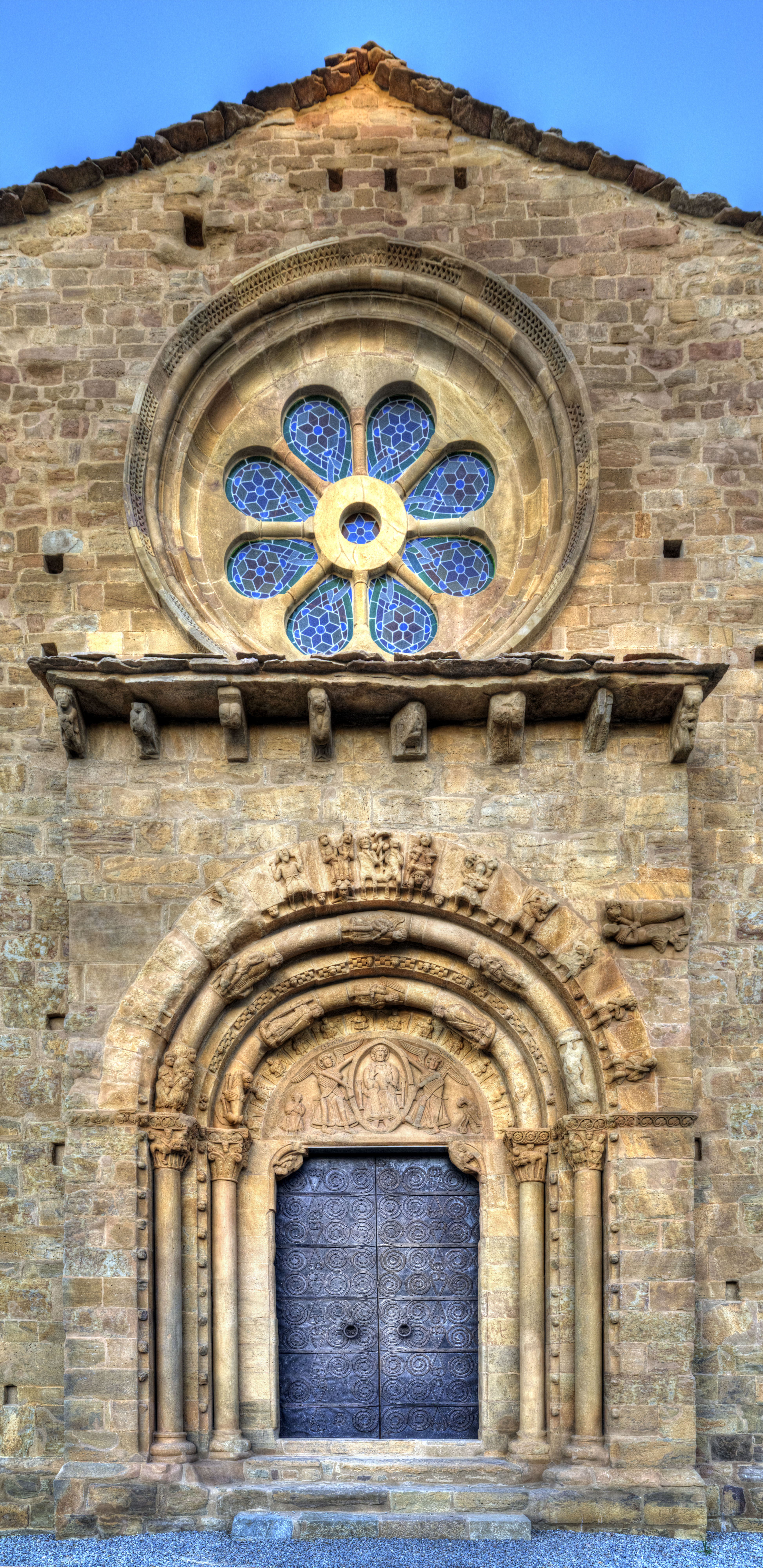
Portalada
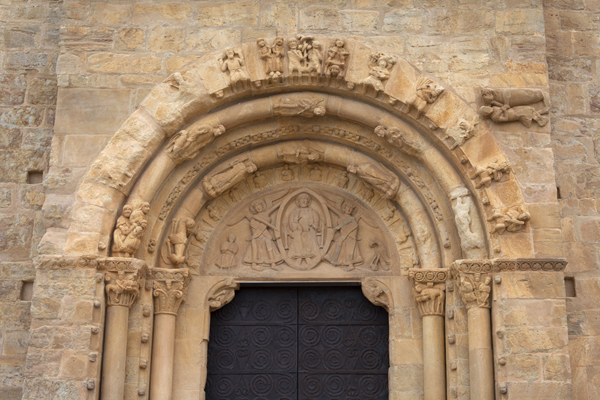
Vista general decoració de la façana
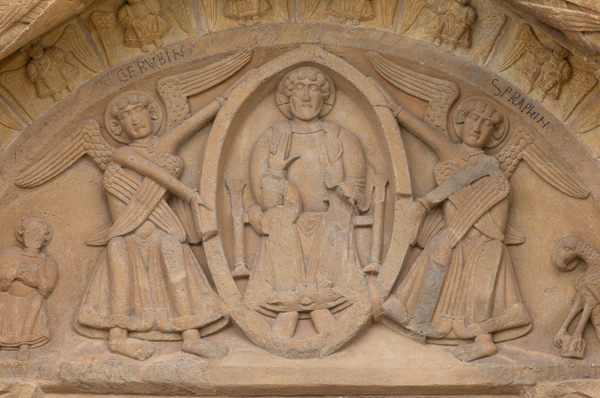
Detall dels relleus que ocupen el timpà de la portalada
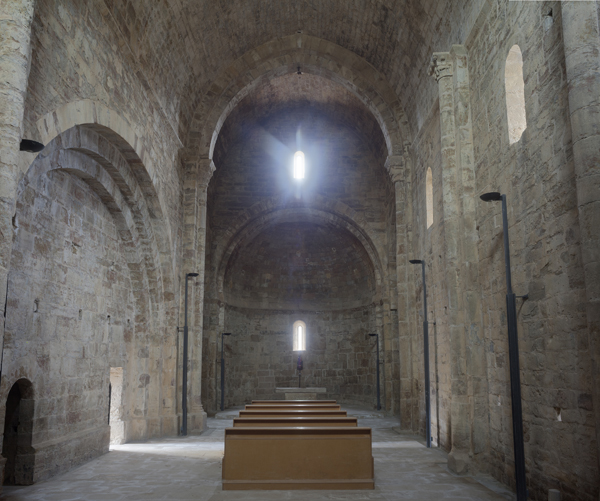
Interior de Santa Maria de Covet